# Ежен Ріте
Ежен Ріте (23 березня 1890 — 8 березня 1973) — швейцарський важкоатлет.
Бронзовий призер Олімпійських Ігор 1920 року в категорії до 60 кг.